# Piz Muraun
Piz Muraun – szczyt w Alpach Lepontyńskich, części Alp Zachodnich. Leży w Szwajcarii w kantonie Gryzonia. Należy do podgrupy Alpy Adula. Można go zdobyć ze schroniska Camona da Medel (2524 m).